# Bartolomeo Ortari
Bartolomeo Ortari, in sloveno Jernej Vrtav (Caporetto, 15 agosto 1647 – Caporetto, 22 novembre 1725), è stato un intagliatore italiano.

## Biografia
Intagliatore del legno, aveva bottega a Caporetto. Viene ricordato per i vari altari in legno dipinti e colorati, noti col termine ligneo dorato in italiano e zlati oltar in sloveno, presenti in varie chiese della Slavia friulana e del Friuli orientale.
Nella chiesa parrocchiale di Grions del Torre fa bella mostra di sè un altare ligneo barocco, di importante dimensione. Sulla base di affinità stilistiche con l'altare di Forame di Attimis ne ipotizzano la fattura da parte dello stesso intagliatore, riconosciuto da Tarcisio Venuti nel maestro Signor Bartolomio Ortari intagliatore di Caporeto, uno dei maggiori esponenti della scuola di intaglio di Caporetto.

### Opere
- Altare della chiesa dei Santi Vito, Modesto e Crescenzia a Grions del Torre, frazione di Povoletto
- Altare della chiesa di San Bartolomeo a Vernasso
- Altare della chiesa di Sant'Antonio abate a Forame di Attimis
- Altare della chiesa rupestre di San Giovanni d'Antro

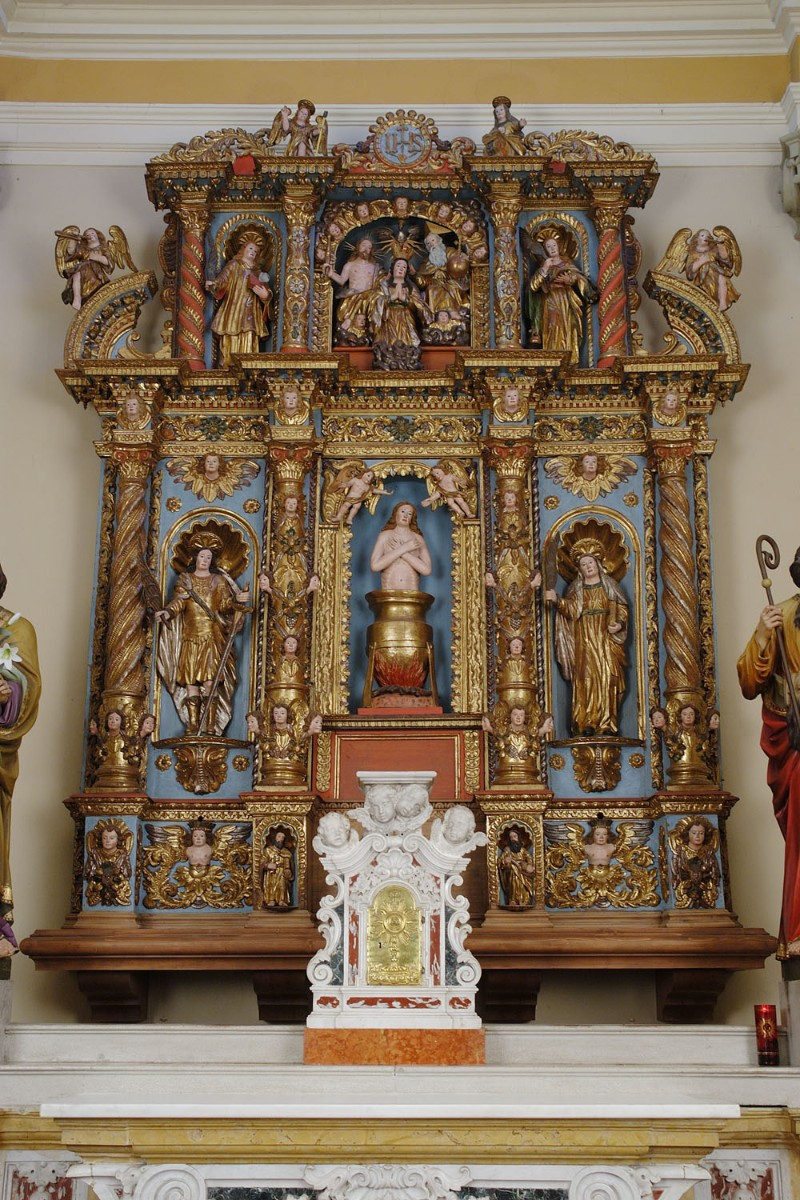
L'altare ligneo della chiesa dei Santi Vito, Modesto e Crescenzia a Grions del Torre
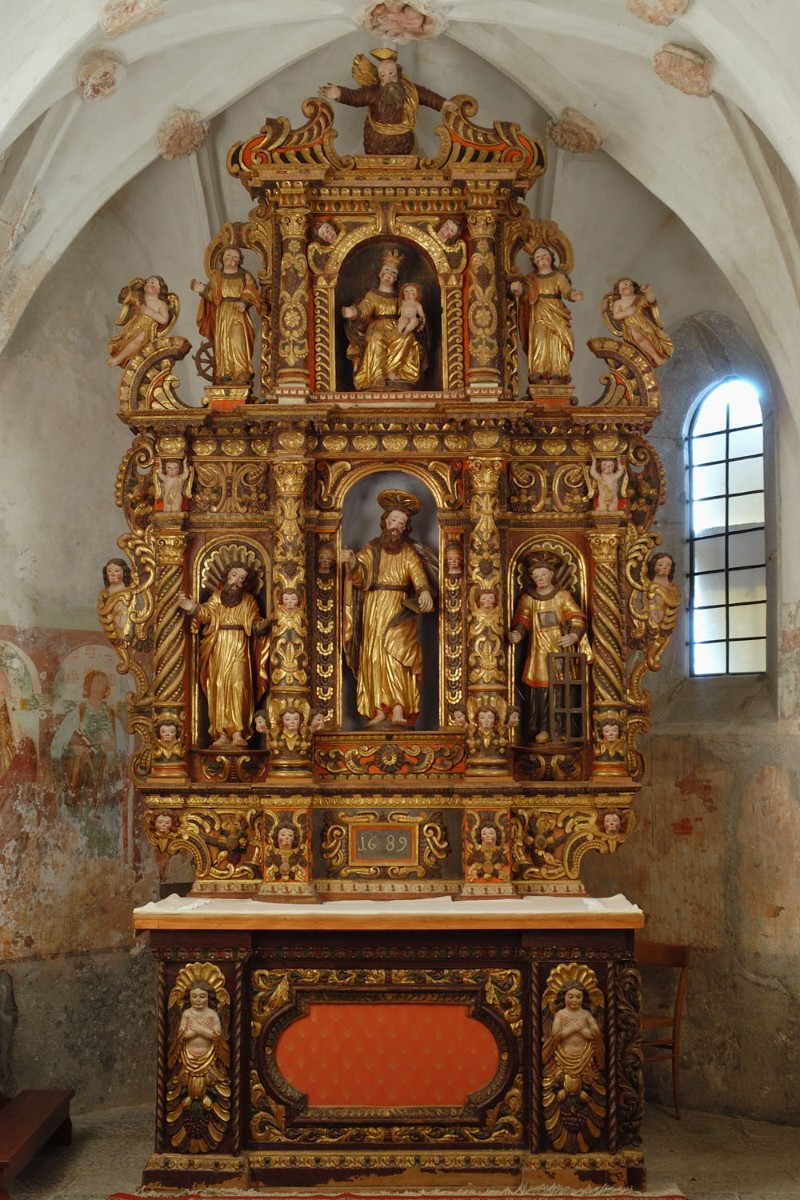
Altare della chiesa di San Bartolomeo a Vernasso
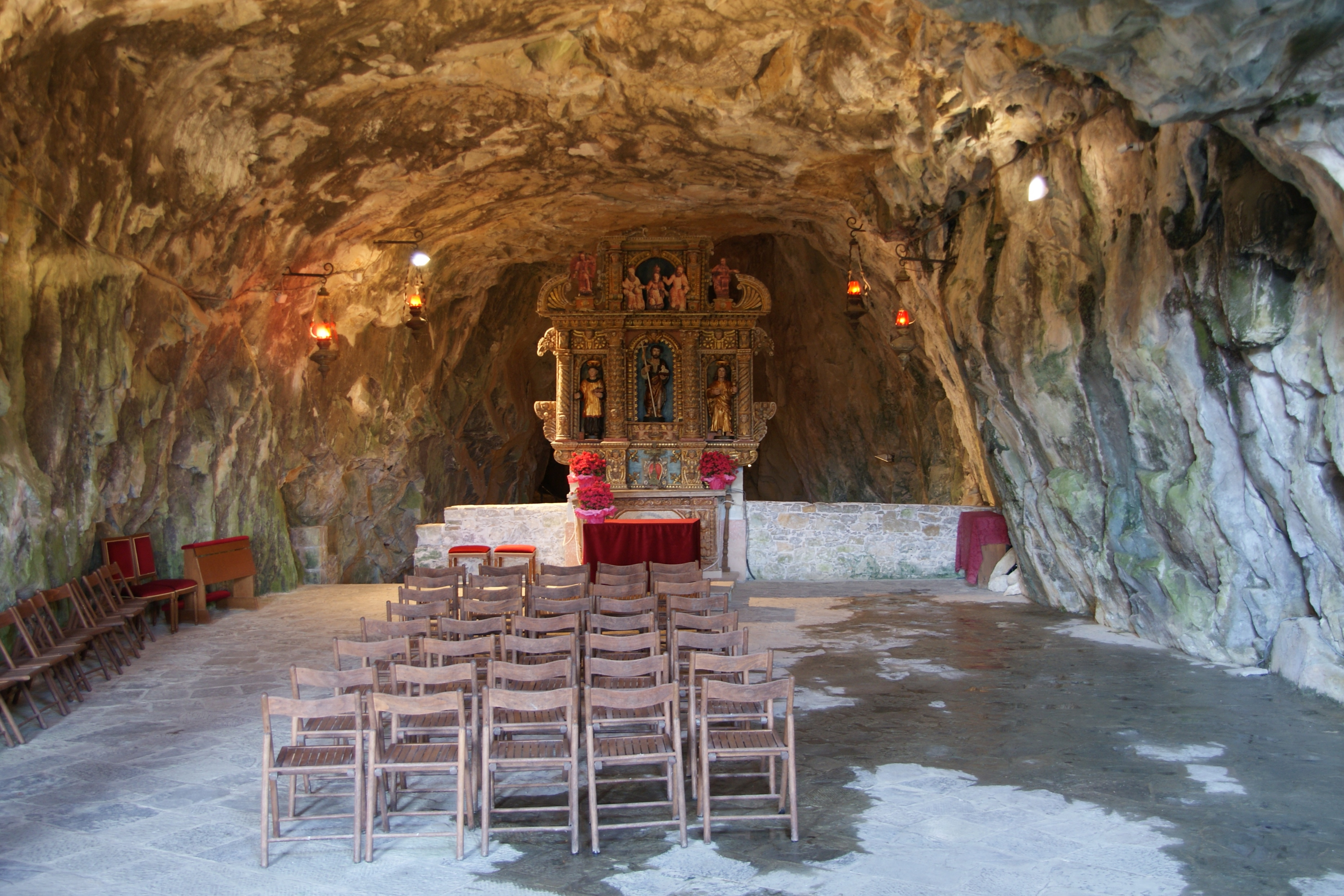
Altare ligneo della chiesa di San Giovanni d'Antro